# Týden vědy a techniky Akademie věd České republiky

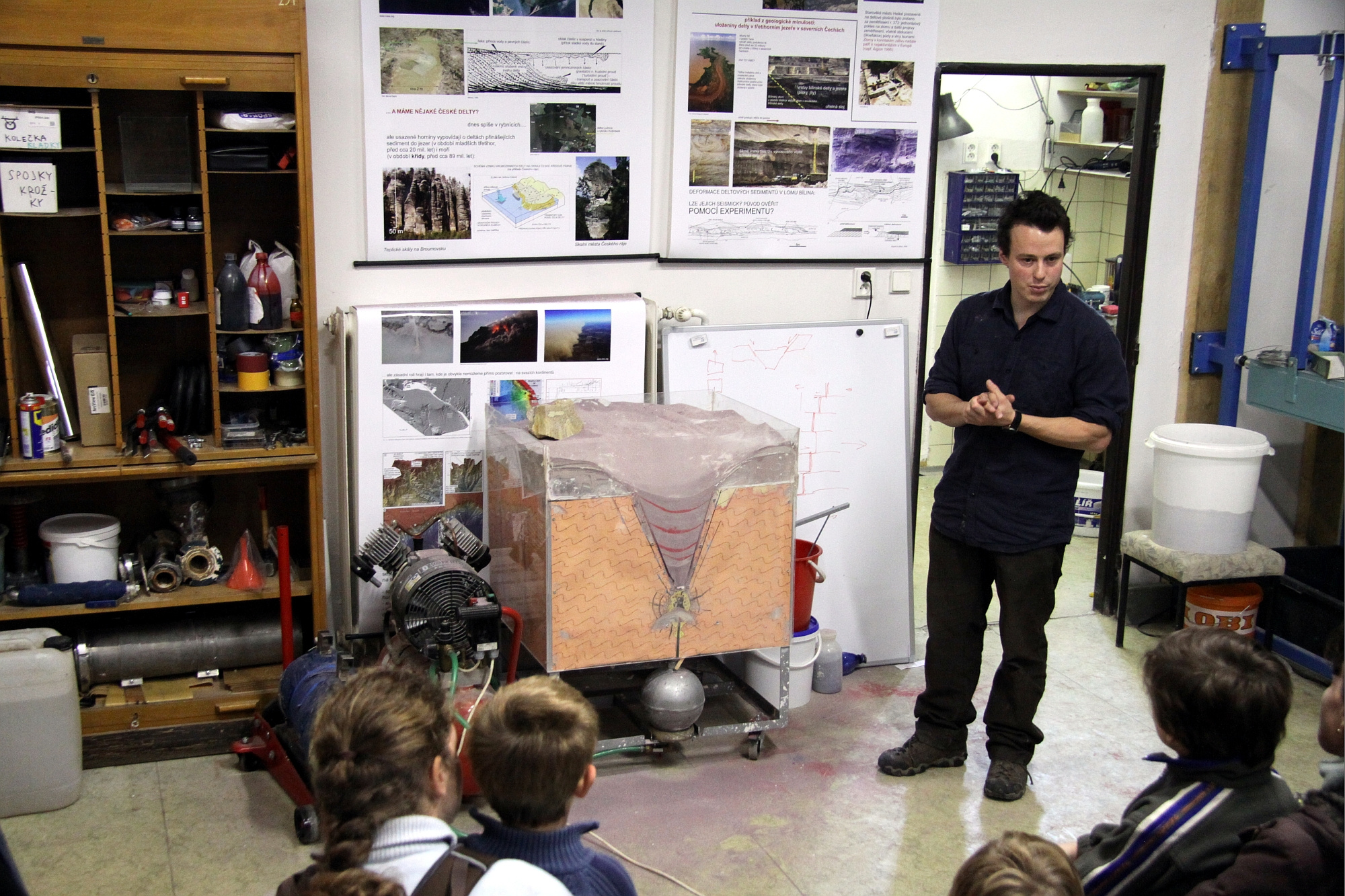
Předvádění pokusu pro veřejnost v laboratoři v roce 2012, Geofyzikální ústav AV ČR

Týden vědy a techniky Akademie věd ČR, od listopadu 2021 Týden Akademie věd ČR, je popularizační akce pořádaná Akademií věd České republiky, která je vzhledem ke svému rozsahu a počtu návštěvníků největším vědeckým festivalem v České republice. Koná se každoročně počátkem listopadu a trvá 15 dní. Festival je určen široké veřejnosti, primárně však studentům středních škol, kterým každý rok umožňuje nahlédnout do rozličných vědeckých pracovišť nebo laboratoří Akademie věd České republiky a dozvědět se více o světě vědy. Na většinu akcí je nutné se registrovat na stránkách festivalu.

## Historie festivalu
První ročník festivalu se konal v roce 2001 a začal jen s několika přenáškami a prezentacemi. Od té doby se Týden vědy a techniky stal skutečných vědeckým festivalem díky velkému zájmu studentů i veřejnosti. Festival pořádá Akademie věd ČR a podílejí se na něm všechna její pracoviště a četné partnerské organizace. Každý rok pořadatelé volí téma, v jehož duchu se pak celý ročník nese. 
Témata minulých let byla: Světový rok fyziky (2005), Biotechnologie (2006), Fascinace světlem (2007), Mezinárodní rok planety Země (2008), Jaký je náš svět (2009), Rozmanitost světa a života v něm (2010), Věda pro život (2011), Energie vědy (2012), Fascinace světem (2013), Dotkni se vědy (2014), 15 světelných let (2015).
Zájem o festival každoročně stoupá. V roce 2015 jej navštívilo téměř 125 000 návštěvníků.

## Program
Festival Týden vědy a techniky nabízí rozmanitý program dnů otevřených dveří, přednášek, vědeckých kaváren, seminářů, výstav nebo promítání vědeckých pořadů, a to po celé České republice. 

### Přednášky
Přednášky trvají přibližně hodinu a většina jich je doprovozena vizuální prezentací. V závěru je vždy prostor pro doplňující otázky, případně diskusi.
Pro přehlednost jsou přednášky rozděleny podle témat:
- Biologie
- Chemie
- Fyzika
- Životní prostředí
- Digitální technologie
- Svět vědy
- Medicína
- Sociologie
- Literatura
- Historie
- Matematika

Řada přednášek festivalu je přenášena on-line a jejich záznamy jsou k dispozici ve videoarchivu na stránkách akce: www.tydenvedy.cz 

### Dny otevřených dveří vědeckých pracovišť Akademie věd ČR
V roce 2015 otevřelo veřejnosti své dveře na 75 ústavů Akademie věd ČR a partnerských organizací. Během prohlídky vědeckého výzkumného pracoviště si mohou návštěvníci sami vyzkoušet některé laboratorní přístroje, zúčastnit se různých experimentů, komentovaných exkurzí po historických objektech, autorských čtení, promítání filmů, doprovodných přednášek, prezentací a výstav. Nedílnou součástí je prostor pro diskusi. 
Své dveře v rámci Týdne vědy a techniky mj. veřejnosti otevírají i informační centra a vybrané elektrárny energetické Skupiny ČEZ, které nabízí názorný pohled na energetické výrobní zdroje různých typů.

### Výstavy
Nejnázornější částí programu festivalu Týdne vědy a techniky Akademie věd ČR jsou výstavy, které se zaměřují na přiblížení vědy z různých pohledů. Výstavy mohou návštěvníci vidět jak v rámci Dnů otevřených dveří pracovišť AV ČR, tak samostatně v různých městech České republiky.

### Filmy
Festival rovněž nabízí názorné, pro většinové publikum poutavé a přístupně natočené dokumentární filmy, které zprostředkovávají obraz nejnovějších možností přírodních, humanitních a společenských věd. 

### Vědecké kavárny
Vědecké kavárny mají převážně formát neformální přednášky s větším prostorem pro diskusi účastníků. Jde většinou o přednášky v podvečerních hodinách soustředěné do literárních kaváren.

## Organizátoři
- Akademie věd České republiky
- Středisko společných činností AV ČR, v. v. i.